# Albuca buchananii
Albuca buchananii är en sparrisväxtart som beskrevs av John Gilbert Baker. Albuca buchananii ingår i släktet Albuca och familjen sparrisväxter. Inga underarter finns listade i Catalogue of Life.